# The Sims (spelserie)
The Sims är en serie datorspel med livssimulatortema som började med spelet The Sims år 2000. Uppföljare är bland annat The Urbz, The Sims 2, The Sims 3 och The Sims 4. Spelserien har sålts i nästan 200 miljoner exemplar internationellt.

## The Sims
The Sims var det första spelet i spelserien och släpptes 2000. Alla spel i "The Sims"-serien är baserade på att skapa och ta hand om en familj. Man kan välja att arbeta som många olika saker. I första spelet i serien åldrades inte de man hade i sitt så kallade hushåll, som man under spelets gång både styr och i de flesta fall skapar. "Simmar", som personerna kallas (gäller även husdjur) åldrades för första gången i The Sims 2.

## The Sims Online
I december 2002 lanserade Maxis The Sims Online, ett försök att överföra världens mest inkomstbringande spelkoncept till den kraftigt växande MMOG-marknaden (jämför MMORPG). Spelet förutspåddes enorm framgång men blev en flopp. Det är fortfarande aktivt men för en tynande tillvaro. Intressantast är fenomen som för första gången uppträder här, nämligen franchising inne i spelet (spelare kan mot avgift till exempel öppna en McDonald's-restaurang eller utnyttja andra varumärken, men i spelet uppträdde också för första gången proteströrelser mot företeelser i den verkliga världen, inne i spelet, när spelare samlades utanför restauranger för att demonstrera).
Kritiken mot The Sims Online har i första hand inriktats mot bristen på spelinnehåll. Värt att notera är också att idén att flytta The Sims till MMOG-nischen ansågs så tilltalande att två försök gjordes att släppa en sådan produkt innan EA hann ut på marknaden, Second Life och There varav Second Life är det enda som växer stadigt i den genren av MMOG-spel.

## The Sims 2
Den 17 september 2004 släpptes The Sims 2. Uppföljaren utspelar sig i en 3D-miljö, i motsats till kombinationen av 2D/3D (2.5-D eller isometriskt perspektiv) i originalspelet. Andra tillägg i spelets basstruktur inkluderar att simmar växer från att vara spädbarn till att åldras långsamt och till slut gå mot en eventuell död. Spelet introducerar klara "veckodagar" med helger för barn att stanna hemma från skolan, liksom "lediga dagar" att ta paus från jobbet med. Det som spelet i stort sett kretsar kring är den nya "ambitionsmätaren", som ökar och minskar alltsedan en sim fullbordar särskilda önskningar och upplever sina värsta farhågor. För de ambitionspoäng en sim skrapar ihop när en önskan blir uppfylld kan man sedan köpa diverse olika "ambitionsbelöningar" för.
The Sims 2 utspelar sig 25 år efter ettan, och integrerar även en handling till spelet. Till exempel har familjen Trevlig (tillgänglig i familjemenyn i "Sims 1") bosatt sig i närheten av en förort, och deras släktträd visar bland annat personer från den första familjen Trevlig från The Sims. Dessutom så har familjen Spökh åldrats betydligt, medan Bella har försvunnit spårlöst.
Eftersom ansikten och grannskap hanteras på två helt olika sätt i spelen, var möbler och objekt tvungna att omvandlas från 2-D spriter till mer avancerade 3-D modeller under utvecklingen. The Sims 2 var inte tillbakakompatibelt med något innehåll från The Sims, och många av objekten (särskilt de som ingick i expansionspaket) blev därför inte kopierade alls.

## The Sims Historier
The Sims Historier är en serie datorspel från The Sims-serien utvecklat för laptopdatorer, men som även är spelbara på vanliga datorer.

## MySims
MySims är ett japanskt spel skapat av EA exklusivt för Wii och Nintendo DS. Karaktärerna kommer att vara chibi-inspirerade små gubbar (likt de i Animal Crossing), helt olika de simmar som funnits hittills. Spelet släpptes 2007 i Japan, Nordamerika och Europa.

## The Sims 3
The Sims 3 är en ytterligare utveckling i serien och släpptes för svensk lansering den 4 juni 2009.
En av de största nyheterna är att simmarna kan röra sig fritt utanför sitt hem i spelet, simmarna har djupare personligheter och rättar sig efter vad som är rätt och fel för dem själva och mer avancerade verktyg för att skapa ny simmar och att bygga och inreda hus.

## The Sims 4
Premiären av The Sims 4 skedde den 2 september 2014, medan lanseringen för Mac dröjde till Februari 2015. I juni 2018 fanns det fem expansionspaket tillgängliga och ännu fler spelpaket och prylpaket. Bland många förbättringar erbjöds till exempel en helt ny spelmotor som förbättrade stabiliteten. Spelet är en stor utveckling i spelserien på många sätt men vissa funktioner från föregångaren som t.ex. markverktyget, färgcirkeln och den fria världen togs bort, vilket var en stor besvikelse för vissa, men många tycker att de övriga stora förbättringarna i spelet väger upp för det. Grafiken är en stor förbättring, vilket gör att spelet ser mer realistiskt ut. Många beskriver grafiken som mjukare, att texturerna är bättre än i föregångarna och andra allmänna förbättringar. Spelet ser annorlunda ut till skillnad från dess föregångare, på grund av den stora utvecklingen.